# Suraj Sharma
Suraj Sharma, in lingua hindi सूरज शर्मा (Nuova Delhi, 21 marzo 1993), è un attore indiano.
Ha debuttato interpretando Pi, il personaggio principale del film del 2012 Vita di Pi, tratto dall'omonimo romanzo di Yann Martel.
Fu il fratello, attore anche lui (aveva all'attivo la partecipazione a due film), a spingerlo a partecipare al provino per Vita di Pi.

## Biografia e carriera
Suraj Sharma è nato da una famiglia di madrelingua malayalam, proveniente da Thalassery in Kerala. Suo padre è un ingegnere del software e sua madre è una economista. 
Sharma era uno di 3.000 attori di audizione per il ruolo di Piscine Molitor Patel del film Vita di Pi. Non aveva alcuna esperienza nel campo del cinema, e Ang Lee ha indicato come la scelta del giovane attore sia dovuta principalmente ai suoi occhi espressivi e al suo aspetto innocente. Nel 2014 recita nel film Million Dollar Arm e partecipa alla quarta stagione della serie televisiva Homeland - Caccia alla spia.

## Filmografia

### Cinema
- Vita di Pi (Life of Pi), regia di Ang Lee (2012)
- Million Dollar Arm, regia di Craig Gillespie (2014)
- Umrika, regia di Prashant Nair (2015)
- Burn Your Maps regia di Jordan Roberts (2016)
- Phillauri, regia di Anshai Lal (2017)
- The Illegal, regia di Danish Renzu (2018)
- Ancora auguri per la tua morte (Happy Death Day 2U), regia di Christopher Landon (2019)
- Killerman, regia di Malik Bader (2019)
- La stagione dei matrimoni (Wedding season), regia di Tom Dey, (2022)

### Televisione
- Homeland - Caccia alla spia – serie TV, 7 episodi (2014-2015)
- God Friended Me - serie TV (2018-2020)
- How I Met Your Father - serie TV (2022-2023)

## Doppiatori italiani
Nelle versioni in italiano delle opere in cui ha recitato, Suraj Sharma è stato doppiato da:
- Niccolò Guidi in Vita di Pi, Million Dollar Arm, Homeland - Caccia alla spia, God Friended Me
- Stefano Dori in Ancora auguri per la tua morte
- Davide Perino in How I Met Your Father
- Alessandro Campaiola ne La stagione dei matrimoni